# Frances Alda

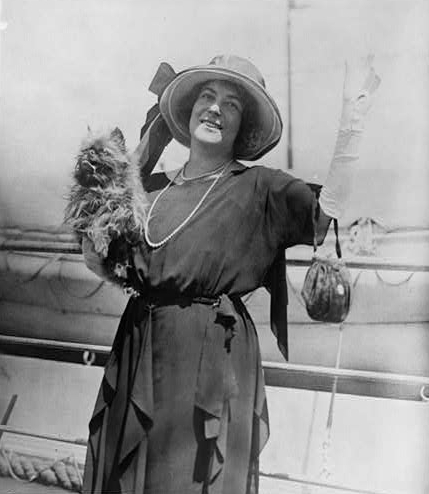
Frances Alda mit Hund an Bord eines Passagierschiffes, 1920er Jahre

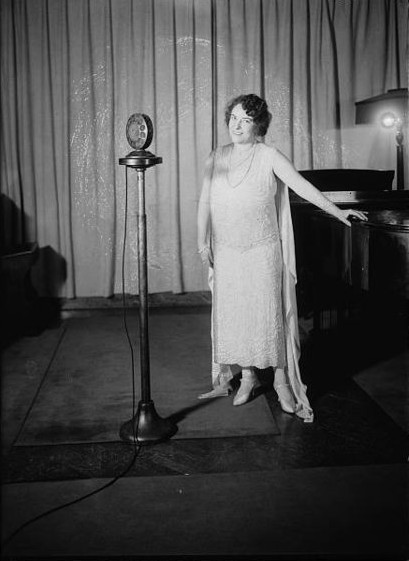
Frances Alda bereitet sich für einen Auftritt vor dem Mikrofon

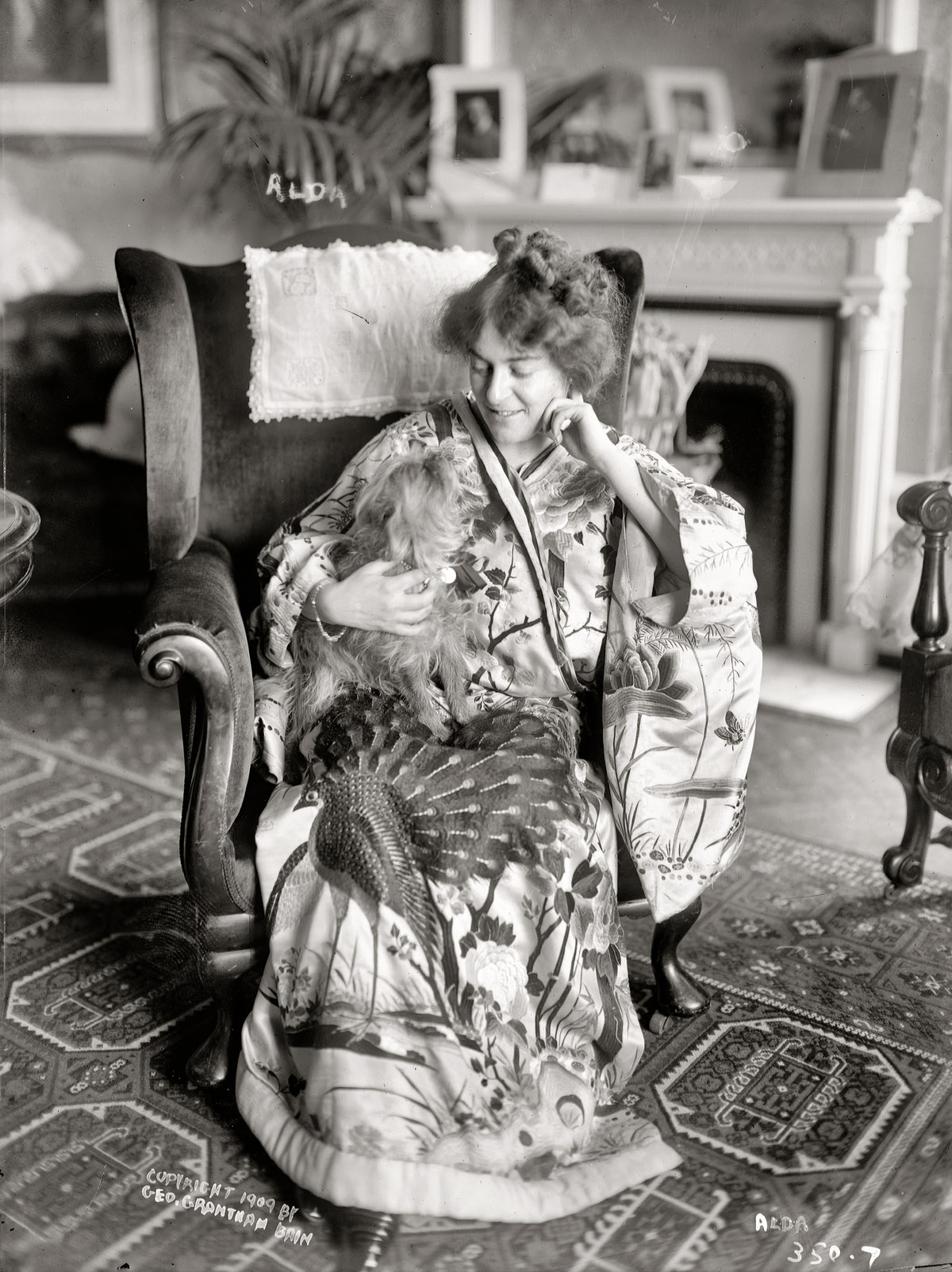
Frances Alda, 1909

Frances Alda (eigentlich: Fanny Jane Davis; * 31. Mai 1879 in Christchurch; † 18. September 1952 in Venedig) war eine neuseeländische Opernsopranistin. Sie erlangte in den ersten drei Jahrzehnten des 20. Jahrhunderts Bekanntheit für ihre herausragende Singstimme, gute Technik und schillernde Persönlichkeit. Sie trat an der New Yorker Metropolitan Opera oft gemeinsam mit Enrico Caruso auf.

## Kindheit und Jugend
Fanny wurde 1879 in Christchurch geboren. Ihr Vater wünschte, dass sich seine Frau Leonore geb. Simonsen als Hausfrau und Mutter betätigen solle. Leonore hatte als vielversprechendes Gesangstalent aus einer musikalischen Familie andere Pläne und ließ sich 1880 scheiden, um ihre Gesangskarriere wieder aufzunehmen. Die nächsten Jahre verbrachte Fanny auf den Tourneen ihrer Mutter. Nach Fehlschlägen in Australasien reiste Leonore mit Fanny und ihrem jüngeren Bruder 1883 nach San Francisco, heiratete dort erneut, starb aber im Dezember 1884 an Peritonitis. Nach dem Tod ihrer Mutter lebte Fanny bei den Großeltern mütterlicherseits im australischen Melbourne. Sie sang hier in Gilbert und Sullivan. Im Alter von 22 Jahren reiste sie nach Europa, um ihre Gesangsausbildung weiterzuführen und eine internationale Gesangskarriere wie ihre spätere Rivalin Nellie Melba aufzunehmen. Nach Unterricht bei Mathilde Marchesi in Paris, die ihr auch den Bühnennamen gab, debütierte Alda 1904 an der Opéra-Comique in Massenets Manon. Sie trat 1906 im Londoner Royal Opera House in Covent Garden und 1906 bis 1908 in der Mailänder Scala auf.
Am 4. April 1910 heiratete Alda den früheren Impresario der Scala, Giulio Gatti-Casazza, der 1908 als Direktor der Metropolitan Opera nach New York gekommen war. Nach einem Artikel der American Art News malte der Künstler Adolfo Müller-Ury sie kurz vor ihrer Hochzeit. In New York setzte sie ihre Karriere fort und trat in den Opern Martha, Manon Lescaut, Otello, Faust, Mefistofele und La Bohème auf. 
In dieser Zeit sang sie auch für Aufzeichnungen der Victor Talking Machine Company. Sie sang Titelrollen in Victor Herberts Madeleine und Henry Hadleys Cleopatra's Night sowie Walter Damroschs Cyrano. Regelmäßig sang sie zusammen mit dem Tenor Enrico Caruso.
Tourneen führten Alda 1927 nach Australien und Neuseeland. Sie und Gatti-Casazza trennten sich 1928 und ließen sich schließlich scheiden. 1929 verließ sie die „Met“, gab aber weiter Konzerte, machte Radiosendungen und trat im Varieté auf. Ihre Autobiographie von 1937 nannte sie Men, Women, & Tenors.
1939 USA-Staatsbürgerin zuletzt Pädagogin.
Sie heiratete 1941 erneut und reiste in den späteren Jahren ihres Lebens viel. Sie starb im Alter von 73 Jahren 1952 in Venedig. Frances Alda war auf ihre neuseeländische Herkunft stolz und sang sie auch auf Māori.